# Grand Prix automobile de Suisse 1936
Le Grand Prix de Suisse 1936 est un Grand Prix comptant pour le championnat d'Europe des pilotes, qui s'est tenu sur le circuit de Bremgarten le 23 août 1936.

## Grille de départ
| 1re ligne | Pos. 3                             |                                 | Pos. 2                            |                                            | Pos. 1                                |
| --------- | ---------------------------------- | ------------------------------- | --------------------------------- | ------------------------------------------ | ------------------------------------- |
|           | Varzi Auto Union 2 min 39 s 5      |                                 | Rosemeyer Auto Union 2 min 39 s 3 |                                            | Caracciola Mercedes-Benz 2 min 37 s 9 |
| 2e ligne  |                                    | Pos. 5                          |                                   | Pos. 4                                     |                                       |
|           |                                    | Lang Mercedes-Benz 2 min 40 s 4 |                                   | Von Brauchitsch Mercedes-Benz 2 min 40 s 2 |                                       |
| 3e ligne  | Pos. 8                             |                                 | Pos. 7                            |                                            | Pos. 6                                |
|           | Fagioli Mercedes-Benz 2 min 45 s 6 |                                 | Dreyfus Alfa Romeo 2 min 45 s 2   |                                            | Nuvolari Alfa Romeo 2 min 41 s 5      |
| 4e ligne  |                                    | Pos. 10                         |                                   | Pos. 9                                     |                                       |
|           |                                    | Hasse Auto Union 2 min 46 s 3   |                                   | Stuck Auto Union 2 min 45 s 8              |                                       |
| 5e ligne  | Pos. 13                            |                                 | Pos. 12                           |                                            | Pos. 11                               |
|           | Biondetti Maserati 3 min 0 s 0     |                                 | Farina Alfa Romeo 2 min 56 s 2    |                                            | Wimille Bugatti 2 min 46 s 3          |
| 6e ligne  |                                    | Pos. 15                         |                                   | Pos. 14                                    |                                       |
|           |                                    | Étancelin Maserati              |                                   | Sommer Alfa Romeo                          |                                       |
| 7e ligne  |                                    | Pos. 17                         |                                   | Pos. 16                                    |                                       |
|           |                                    | De Rham Maserati                |                                   | Howe Bugatti                               |                                       |

## Classement de la course
| Pos  | no | Pilote                  | Écurie             | Châssis           | Tours | Temps/Abandon      | Grille | Points |
| ---- | -- | ----------------------- | ------------------ | ----------------- | ----- | ------------------ | ------ | ------ |
| 1    | 4  | Bernd Rosemeyer         | Auto Union         | Auto Union Type C | 70    | 3 h 9 min 1 s 6    | 2      | 1      |
| 2    | 8  | Achille Varzi           | Auto Union         | Auto Union Type C | 70    | + 52 s 6           | 3      | 2      |
| 3    | 6  | Hans Stuck              | Auto Union         | Auto Union Type C | 69    | + 1 tour           | 9      | 3      |
| 4    | 16 | Hermann Lang            | Daimler-Benz AG    | Mercedes-Benz W25 | 69    | + 1 tour           | 5      | 4      |
| 4    | 16 | Luigi Fagioli           | Daimler-Benz AG    | Mercedes-Benz W25 | 69    | + 1 tour           | 5      | n/a    |
| 5    | 2  | Rudolf Hasse            | Auto Union         | Auto Union Type C | 67    | + 3 tour           | 10     | 4      |
| 5    | 2  | Ernst von Delius        | Auto Union         | Auto Union Type C | 67    | + 3 tour           | 10     | n/a    |
| Abd. | 20 | Raymond Sommer          | Privé              | Alfa Romeo Tipo B | 51    | Transmission       | 14     | 5      |
| Abd. | 10 | Manfred von Brauchitsch | Daimler-Benz AG    | Mercedes-Benz W25 | 50    | Surchauffe, freins | 4      | 5      |
| Abd. | 18 | Philippe Étancelin      | Privé              | Maserati V8RI     | 34    | Commande de gaz    | 15     | 6      |
| Abd. | 12 | Rudolf Caracciola       | Daimler-Benz AG    | Mercedes-Benz W25 | 29    | Essieu arrière     | 1      | 6      |
| Abd. | 26 | René Dreyfus            | Scuderia Ferrari   | Alfa Romeo 12C-36 | 26    |                    | 7      | 6      |
| Abd. | 24 | Earl Howe               | Privé              | Bugatti T59       | 24    | Accident           | 16     | 6      |
| Abd. | 32 | Tazio Nuvolari          | Scuderia Ferrari   | Alfa Romeo 12C-36 | 18    |                    | 6      | 6      |
| Abd. | 36 | Clemente Biondetti      | Scuderia Maremmana | Maserati 6C-34    | 10    | Transmission       | 13     | 7      |
| Abd. | 14 | Luigi Fagioli           | Daimler-Benz AG    | Mercedes-Benz W25 | 6     | Huile              | 8      | 7      |
| Abd. | 30 | Giuseppe Farina         | Scuderia Ferrari   | Alfa Romeo Monza  | 6     |                    | 12     | 7      |
| Abd. | 22 | Jean-Pierre Wimille     | Bugatti            | Bugatti T59       | 3     | Boîte de vitesses  | 11     | 7      |
| Abd. | 38 | Jacques de Rham         | Scuderia Maremmana | Maserati 8CM      | 1     |                    | 17     | 7      |
| Np.  | 38 | Charles Martin          | Privé              | Alfa Romeo Tipo B |       | Pilote pas prêt    |        | 8      |
| Np.  | 34 | ?                       | Scuderia Ferrari   | Alfa Romeo Monza  |       | Pilote pas prêt    |        | 8      |
| Np.  | 38 | Hans Stuber             | Scuderia Maremmana | Maserati 8CM      |       | Pilote de réserve  |        | 8      |
| Np.  | 38 | Hans Ruesch             | Privé              | Maserati 6C-34    |       |                    |        | 8      |

- Légende : Abd.=Abandon - Np.=Non partant.

## Pole position et record du tour
- Pole position : Rudolf Caracciola en 2 min 37 s 9.
- Record du tour : Bernd Rosemeyer en 2 min 34 s 5.